# Pinocchio di Guillermo del Toro
Pinocchio di Guillermo del Toro (Guillermo del Toro's Pinocchio), anche noto semplicemente come Pinocchio, è un film d'animazione in stop-motion del 2022 co-scritto, diretto e co-prodotto da Guillermo del Toro, insieme a Mark Gustafson come co-regista.
Realizzato con la tecnica passo uno, è basato liberamente sul romanzo di Carlo Collodi Le avventure di Pinocchio. Storia di un burattino, ambientato però al tempo del fascismo. La pellicola ha vinto l'Oscar al miglior film d'animazione 2023, il Golden Globe e il Premio BAFTA nella medesima categoria.
Similmente a Un burattino di nome Pinocchio o pure al Pinocchio di Enzo D'Alò, il design dei personaggi è ispirato a delle preesistenti illustrazioni del romanzo, in tal caso a quelle di Gris Grimly del 2002: per l'occasione, Grimly ha rielaborato alcuni character design del libro e ne ha creati di nuovi, creando delle moodboard, per adattarsi alla riduzione filmica e al soggetto di Del Toro, che appunto ha delle variazioni rispetto al romanzo originale.

## Trama
In Italia, durante la Grande Guerra, il falegname vedovo Geppetto perde il suo amato figlio Carlo a seguito di un bombardamento aereo austro-ungarico. Geppetto seppellisce una pigna, che aveva trovato Carlo, vicino alla tomba del figlio e trascorre i successivi vent'anni in sofferenza, abbandonandosi all'alcolismo. Nel frattempo, Sebastian il Grillo si stabilisce nell'albero di pino cresciuto dalla pigna di Carlo. Tale albero viene poi abbattuto e fatto a pezzi durante una notte tempestosa da un Geppetto ubriaco e furibondo, che lo usa per costruirsi una marionetta di legno, che lascia però rozza e incompiuta prima di addormentarsi a causa della sbronza. In quel momento appare lo Spirito del bosco, che dona la vita al burattino chiamandolo "Pinocchio" e chiede a Sebastian di fare da guida a quest'ultimo in cambio di un desiderio. Sebastian accetta, fantasticando di diventare famoso tramite la pubblicazione della sua autobiografia.
Il mattino seguente, Geppetto scopre che Pinocchio ha preso vita. Orripilato, lo rinchiude in uno sgabuzzino, ma il burattino si libera e lo segue fino in chiesa, dove crea scompiglio e allarma i paesani. Il giorno seguente, sotto il consiglio del Podestà locale, Geppetto manda Pinocchio a scuola, ma il burattino viene intercettato dal meschino Conte Volpe e dalla sua scimmia Spazzatura, che lo convincono a firmare un contratto per diventare l’attrazione principale del loro circo. La sera, dopo che Pinocchio non è ancora rincasato, Geppetto lo trova al circo e interrompe lo spettacolo per riprenderselo, ma il burattino, conteso tra il genitore e Volpe, finisce in strada e muore investito dal furgone del Podestà.
Pinocchio si risveglia nell'oltretomba, dove è mandato a incontrare la Morte, che gli rivela di essere la sorella dello Spirito del bosco. La Morte spiega a Pinocchio che, non essendo umano, è immortale e che pertanto è destinato a tornare nel regno dei viventi ogni volta che morirà; il suo periodo d’attesa nell’aldilà, tuttavia, è destinato ad aumentare sempre di più, scandito da una clessidra al termine del cui scorrimento potrà tornare fra i vivi. Tornato in vita Pinocchio lascia di stucco tutti: il Podestà vuole arruolarlo nell'esercito, vedendo in lui il potenziale di un super soldato immortale in grado di assistere l'Italia fascista nella nuova guerra imminente, mentre Volpe esige una cospicua ricompensa in denaro in cambio dell'annullamento del suo contratto da parte di Geppetto. Il falegname riesce a riprendere con sé Pinocchio, ma in preda alla frustrazione causata da tutti i guai che gli ha provocato si sfoga con lui sgridandolo per non essere come Carlo, definendolo un peso.
Pentito di avere deluso il padre, Pinocchio sceglie di scappare di casa per tornare a lavorare nel circo di Volpe, sia per evitare l'arruolamento, che per sostenere economicamente Geppetto mandandogli la sua paga, ma Volpe tiene segretamente tutti i soldi per sé. Spazzatura, venuto a conoscenza dell’imbroglio, lo comunica al burattino tramite le sue marionette per cercare di farlo andare via, ingelosito dalle maggiori attenzioni che il padrone rivolge a Pinocchio. Lo spietato impresario però lo scopre e picchia brutalmente la scimmia; Pinocchio, adirato, interviene a difendere Spazzatura e rimprovera il Conte di non avere inviato i soldi a Geppetto, ma per tutta risposta viene minacciato. Nel frattempo, Geppetto e Sebastian, nel tentativo di raggiungere il circo per riportare Pinocchio a casa, attraversano lo Stretto di Messina in barca, dove vengono inghiottiti dal Pescecane, un mostro marino risvegliatosi dal suo sonno decennale.
Quando Benito Mussolini assiste allo spettacolo finale di Volpe a Catania, Pinocchio e Spazzatura uniscono le proprie forze per modificare il loro numero musicale in modo da deridere il dittatore, che per tutta risposta ordina che il circo venga bruciato e che il suo ufficiale accompagnatore giustizi Pinocchio sparandogli. Di nuovo al cospetto di Morte, Pinocchio gioisce nella sua immortalità senza conseguenze, ma la tetra signora lo informa che così non potrà mai pienamente capire il senso della vita. Pinocchio torna di nuovo in vita ritrovandosi nel furgone del Podestà, che lo conduce al suo campo d'addestramento fascista per addestrarlo come soldato con gli altri bambini arruolati. Qui Pinocchio stringe amicizia con Lucignolo, il figlio del Podestà, soggiogato dall'obbligo di dover rendere fiero il padre, che lo ritiene un debole.
Durante l’addestramento, i bambini vengono smistati in due squadre avversarie per simulare un gioco di guerra; l’amicizia fra Pinocchio e Lucignolo (messi a capo dei due blocchi), tuttavia, trasforma il tutto in un unico gioco di squadra che crea un’atmosfera di trionfante felicità fra tutti i bambini. Quando però Pinocchio e Lucignolo presentano le proprie squadre al Podestà come entrambi vincitrici, l’uomo, con fredda crudeltà, sottopone il figlio alla prova finale: uccidere Pinocchio con un colpo di pistola, poiché deve per forza esserci uno sconfitto. Proprio in quel momento, il campo viene bombardato dalle Forze Alleate e Lucignolo trova il coraggio di ribellarsi e di difendere il burattino dal padre, il quale viene ucciso da una bomba.
L'esplosione della bomba scaraventa via Pinocchio dal campo, dritto dritto nelle mani di Volpe, che vuole bruciarlo vivo per vendicarsi della perdita del suo circo; ma anche Spazzatura decide di ribellarsi al padrone e ne provoca la morte facendolo cadere da una scogliera. La scimmia e Pinocchio finiscono in mare e vengono inghiottiti dal Pescecane, dove incontrano finalmente Geppetto e Sebastian. Su consiglio di Sebastian, Pinocchio mente di proposito per farsi crescere il naso e facilitare la fuga dal mostro attraverso uno dei suoi sfiatatoi. Il Pescecane però li scopre e tenta di inghiottirli di nuovo, finché Pinocchio non si sacrifica per ucciderlo con una mina navale. Nell'oltretomba, Pinocchio viene a sapere che Geppetto sta annegando in mare e decide di frantumare la clessidra per tornare subito in vita e salvarlo, anche se la Morte lo avverte che così facendo perderà l'immortalità.
Geppetto viene tratto in salvo su una spiaggia, mentre Pinocchio perde la vita: lo Spirito del bosco riappare e afferma che il gesto di divenire mortale per salvare suo padre ha reso Pinocchio un bambino vero e di conseguenza non può più tornare in vita. Sebastian, affranto per la perdita di Pinocchio, decide allora di utilizzare il desiderio che gli era stato concesso dallo Spirito per un'ultima resurrezione di Pinocchio e in tal modo, riottiene la sua immortalità. Il burattino torna a casa con la sua nuova famiglia, con cui vive felicemente finché Geppetto, Sebastian e Spazzatura non muoiono di vecchiaia nel corso degli anni. Rimasto solo, Pinocchio decide di partire per il mondo, verso nuovi orizzonti, mentre Sebastian, che narra la storia ai Conigli Neri, servitori della Morte, afferma che forse un giorno Pinocchio potrebbe morire, dimostrando di nuovo di essere un bambino vero, concludendo: "Quel che accade accade, e infine... ce ne andiamo".

## Personaggi
- Pinocchio, doppiato in originale da Gregory Mann in inglese e in italiano da Ciro Clarizio: un burattino costruito da Geppetto che ha preso vita e che tenta di mostrarsi degno del suo affetto.[2]
- Sebastian il Grillo, doppiato in originale da Ewan McGregor e in italiano da Massimiliano Manfredi: un grillo girovago e scrittore la cui dimora era il tronco da cui è stato ricavato Pinocchio. La J nel nome sarebbe un omaggio alla versione Disney del Grillo Parlante, Jiminy Cricket.[2][3]
- Geppetto, doppiato in originale da David Bradley e in italiano da Bruno Alessandro: un malinconico falegname vedovo che ha perso il figlio Carlo, perdita che ancora lo affligge.
- Carlo, doppiato da Gregory Mann e in italiano da Ciro Clarizio: il figlio di Geppetto deceduto in un bombardamento nella prima guerra mondiale. La sua assenza sarà compensata dall'arrivo di Pinocchio. Il suo nome è un'allusione all'autore della storia originale.
- Spirito del bosco, doppiata in originale da Tilda Swinton e in italiano da Franca D'Amato: una mistica creatura della foresta, simile a un angelo biblico ricoperto di occhi, che dona la vita a Pinocchio.[4] Il suo aspetto è quello di un umanoide con due paia di ali principali che hanno gli occhi su di esse (così come tre paia di ali più piccole che coprono il viso e il petto), una coda piumata simile a un serpente e una faccia simile a quella umana che ricorda una maschera; Il suo aspetto ricorda i serafini.[5]
- Morte, doppiata in originale da Tilda Swinton e in italiano da Franca D'Amato: la sorella dello Spirito del bosco e sovrana dell'oltretomba, simile ad una chimera.
- Conte Volpe, doppiato in originale da Christoph Waltz e in italiano da Stefano Benassi: un malvagio nobile decaduto che ora gestisce un circo di fenomeni. Si tratta di un personaggio nato dall'unione di quello della Volpe con Mangiafoco, più precisamente le loro versioni Disney.[2][6]
- Spazzatura, doppiato in originale da Cate Blanchett e in italiano da Tiziana Avarista: la maltrattata scimmia di Conte Volpe, che farà amicizia con Pinocchio dopo che costui prenderà le sue difese. Parla con versi animaleschi, tranne quando dà la voce alle marionette che manovra.[2]
- Lucignolo, doppiato in originale da Finn Wolfhard e in italiano da Giulio Bartolomei: un ragazzino con cui Pinocchio fa amicizia e che, come lui, sente sulle spalle il peso di dover rendere fiero il padre.[2]
- Podestà, doppiato in originale da Ron Perlman e in italiano da Mario Cordova: il padre di Lucignolo è un ufficiale fascista che vuole fare di suo figlio e di Pinocchio dei soldati,[2] similmente a come l'Omino di burro voleva fare di loro degli asini.
- Prete, doppiato in originale da Burn Gorman e in italiano da Fabrizio Vidale: un prete cliente di Geppetto, a cui ha commissionato un crocifisso ligneo per la sua chiesa.
- Conigli neri, doppiati in originale da Tim Blake Nelson e in italiano da Luigi Ferraro: i servitori della Morte.
- Dottore, doppiato in originale da John Turturro e in italiano da Pasquale Anselmo: il medico del paese.
- Il terribile Pesce-cane: un orribile mostro marino che mangia prima Geppetto e Sebastian, e successivamente Pinocchio e Spazzatura. Pinocchio riesce ad uscire con il gruppo dicendo bugie fino a farsi allungare il naso. Il mostro li insegue ma viene ucciso da una bomba navale.
- Benito Mussolini, doppiato in originale da Tom Kenny e in italiano da Massimiliano Alto: il dittatore d'Italia che assiste allo spettacolo di Pinocchio.

## Produzione

### Sviluppo

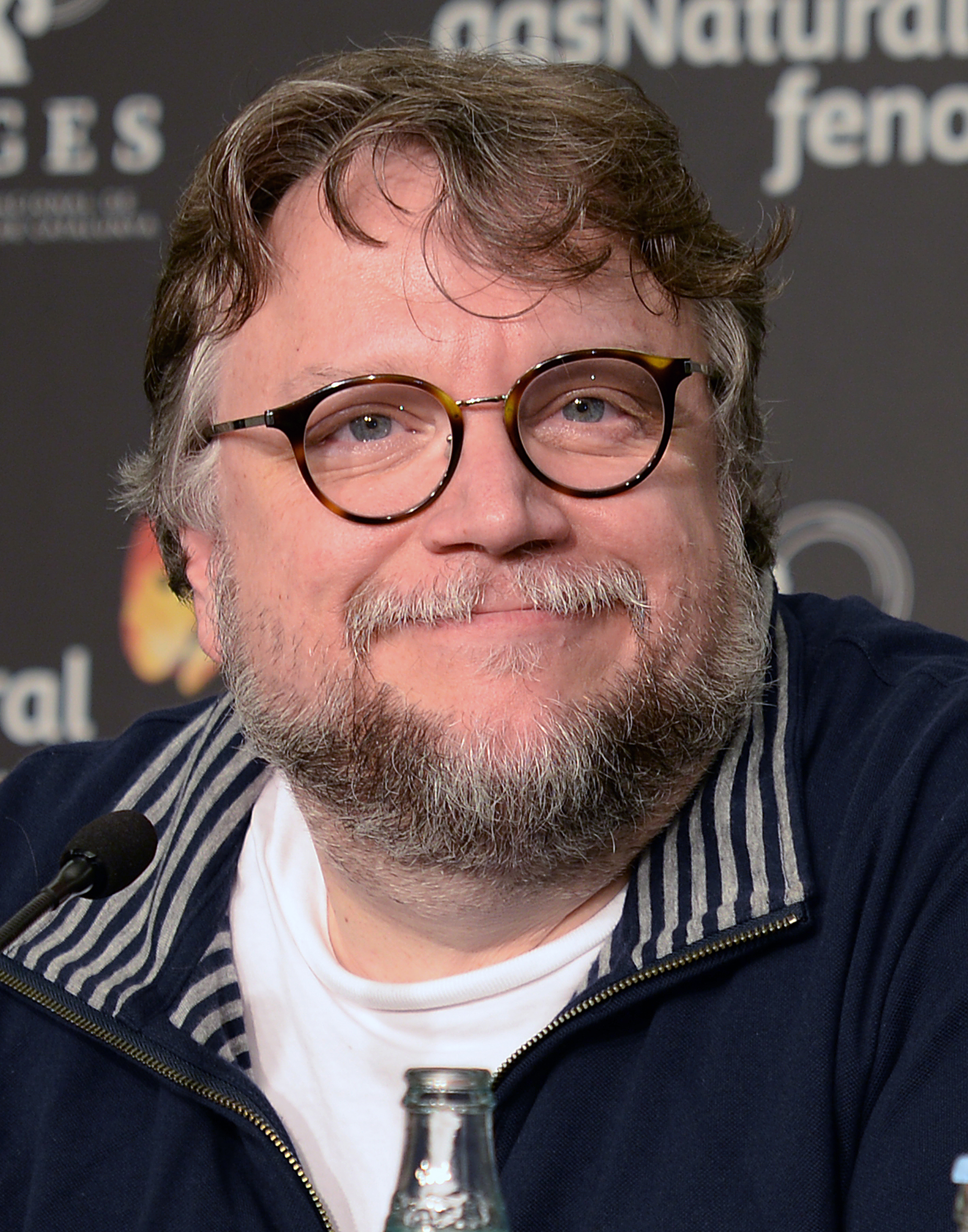
Guillermo del Toro aveva concepito alcune idee sul film nel 2003, e ci stava lavorando dal 2008

Nel 2008 Guillermo del Toro ha annunciato l'intenzione di realizzare un nuovo adattamento personale di Pinocchio. Nei nove anni successivi il progetto ha subito notevoli rallentamenti, anche a causa dell'alto budget che la tecnica passo uno voluta dal regista avrebbe richiesto. Dopo aver abbandonato il progetto nel 2017, nel 2018 Netflix ha acquistato i diritti del film, annunciato il 22 ottobre dello stesso anno. Il 31 gennaio 2020 è stato annunciato che Ron Perlman, Tilda Swinton, Ewan McGregor, Christoph Waltz e David Bradley avrebbero fatto parte del cast, a cui si sono uniti nell'agosto dello stesso anno anche Gregory Mann, Cate Blanchett, Tim Blake Nelson, Finn Wolfhard, John Turturro e Burn Gorman.

### Riprese

Scultura in resina di Pinocchio, utilizzata nel film di Guillermo del Toro. Immagini della mostra Pinocchio di Guillermo del Toro. Spianata della Cineteca Nacional de México, Città del Messico, Messico.

Le riprese principali si sono svolte tra Guadalajara e Portland fra il gennaio e il giugno 2020.

## Promozione
Il teaser trailer del film è stato distribuito il 24 gennaio 2022, mentre il primo trailer è uscito il 27 luglio e il secondo il 9 novembre successivo.

## Distribuzione
Il film è stato presentato al BFI London Film Festival il 15 ottobre 2022.
Inizialmente prevista per il 2021, la distribuzione del film è stata posticipata al 9 dicembre 2022 su Netflix, ma è stato anche distribuito in alcuni cinema a partire dal 4 dicembre.

### Edizione italiana
Il doppiaggio italiano e la sonorizzazione della pellicola sono stati eseguiti dalla società Iyuno - SDI Group. La direzione del doppiaggio è di Massimiliano Alto e i dialoghi sono a cura di Carlotta Cosolo.

## Accoglienza

### Critica
Sull'aggregatore Rotten Tomatoes il film ha una percentuale di gradimento del 97% basato su 269 recensioni con un voto medio di 8.3 su 10. Su Metacritic ottiene un punteggio di 79 su 100 basato su 49 recensioni e su Letterboxd una media voto di 4.1 su 5.
Davide Stanzione di Best Movie elogia il film assegnandogli 3,4 stelle su 5 e ne parla come: «L’ultimo adattamento “a passo uno” di Pinocchio che si distingue per la sua originalità e per la capacità di orientare i luoghi e le anime della favola collodiana verso una sintesi dell’immaginario del regista messicano e della sua idea di mostro. Del Toro usa la stop motion per rifare e riscrivere Collodi con un’artigianalità che esalta la legnosità nodosa di arti e movimenti, marcando così una distanza dall’umano alla maniera di Frankenstein, ma anche la caducità luttuosa e lacrimevole degli affetti e un’idea mitologica e pagana di tristezza e avventura».

## Riconoscimenti
- 2023 - Premio Oscar[22]
  - Miglior film d'animazione
- 2023 - Annie Award
  - Miglior film d'animazione
- 2023 – Critics' Choice Awards
  - Miglior film d'animazione
- 2023 - Golden Globe
  - Miglior film d'animazione
  - Candidatura al Miglior colonna sonora a Alexandre Desplat
  - Candidatura al Miglior canzone originale per Ciao Papa (Roeben Katz, Guillermo del Toro)
- 2023 - Premio BAFTA
  - Miglior film d'animazione
  - Candidatura per la miglior colonna sonora a Alexandre Desplat
  - Candidatura per la migliore scenografia a Curt Enderle e Guy Davis